# Naturam expellas furca, tamen usque recurret
 Naturam expellas furca, tamen usque recurret  лат. (изговор: натурам експелас фурка,  темен ускве рецурет). Ако и  вилама отјераш оно што је  природно оно ће се ипак стално враћати. (Хорације)

## Поријекло изрека
Изрекао Римски лирски пјесник Хорација у  посљедњeм вијеку  старе ере.“

## Тумачење
Никада човјек није побиједио природу. Природа се не може побједити већ разумјети. Ријеч побједа је непримјерена."Побједа" је ријеч из  арсенала  антропоцентризама. Природи се може бити само сагласан! У тим релацијама,  је човјекова слобода и шанса  да је мијења.

## Иста мисао другачије
Non, nisi parendo, vincitur, побјеђује се али само покоравањем.(Френсис Бекон) 

## Опаска
Ово је базни смисао, отуда потребан услов, кога треба да уваже озбиљна размишљања о екологији! Ово је једино природно. Одатле треба да почне свако учење о заштити „човјекове природне средине.“